# Legio XXI Rapax
Legio vigesima prima rapax (quân đoàn thú săn mồi thứ hai muơi mốt) là một quân đoàn La Mã được Augustus thành lập vào năm 31 trước Công nguyên, có thể là từ những người lính trước đây đã từng tham gia vào các quân đoàn khác. XXI Rapax đã bị người Dacia và người Sarmatia tiêu diệt vào năm 92. Linh vật của quân đoàn được cho là cung Ma Kết.

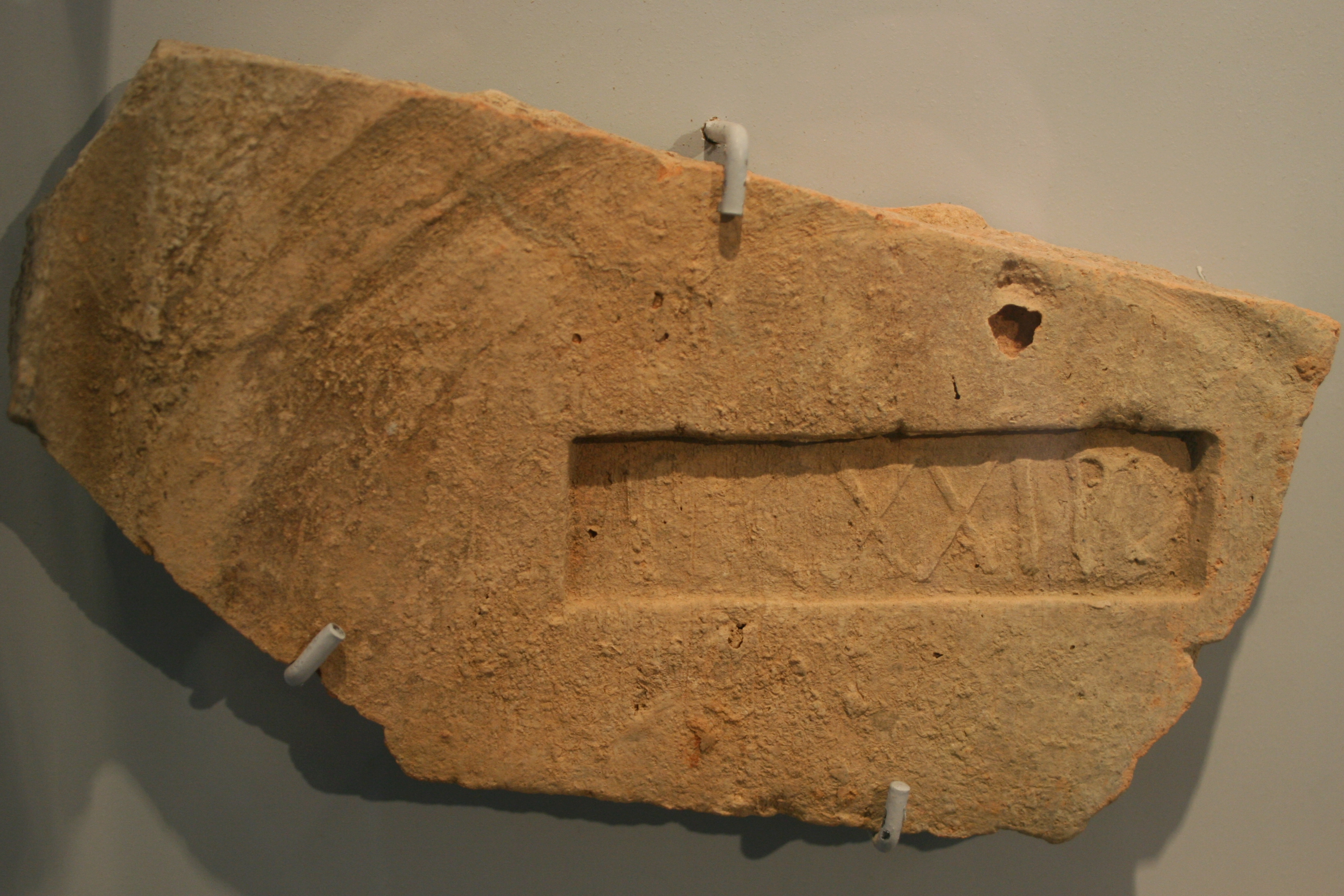
Viên gạch có ký hiệu LEG XXIR, tìm thấy ở Rheinzabern.

Augustus có thể đã phái quân đoàn thứ hai muơi mốt của mình đến Hispania Tarraconensis để tham gia chiến dịch chống lại người Cantabria. XXI Rapax là một trong số năm quân đoàn được sử dụng bởi Drusus để đàn áp cuộc khởi nghĩa của người Raetia, vào năm 16-15 trước Công nguyên. Từ năm 15 trước Công nguyên, quân đoàn đóng quân ở Castra Regina (Regensburg), trên địa bàn tỉnh Raetia mới.
Sau thảm họa tại trận rừng Teutoburg, quân đoàn đã được phái đến tăng viện cho tỉnh Hạ Germania, nơi họ chia sẻ căn cứ Castra Vetera (Xanten) với V Alaudae. Cả hai quân đoàn Legio V và Legio XXI đã tham gia vào một cuộc binh biến xảy ra trong năm 14 CN Năm 43, họ đã được di dời đến Vindonissa, thuộc tỉnh thượng Germania.
Legio XXI đã đóng quân ở Vindonissa từ năm 46-69 cùng với hai đội quân trợ chiến, đầu tiên là Hispanorum III và VI Raetorum, và sau đó là VII Raetorum equitata và XXVI voluntariorum civium Romanorum.
Cùng với phần còn lại của đạo quân đóng ở biên giới Đức, Rapax XXI đã ủng hộ vị tướng chỉ huy của nó, Vitellius, trong năm Tứ Hoàng đế (năm 69) và tiến quân về bao vây thành Rome. Tuy nhiên, Vitellius đã bị Vespasianus đánh bại trước khi kết thúc năm đó.
Năm 70, quân đoàn là một phần của đội quân được phái đến đối phó với cuộc khởi nghĩa của người Batavi và giải thoát bốn quân đoàn đang bị giam cầm bởi Civilis. Sau đó, họ đã chuyển đến Thượng Germania, nơi họ chia sẻ castrum (trại) Moguntiacum (hiện nay là Mainz) với XIV Gemina.
Năm 89, các quân đoàn ở Moguntiacum đã ủng hộ vị tướng chỉ huy của họ, Lucius Antonius Saturninus, tiến hành cuộc nổi dậy chống lại hoàng đế Domitianus. Sau khi kết thúc cuộc khởi nghĩa vô hại này, các quân đoàn đã bị tách ra và XXI Rapax đã bị chuyển đến Pannonia. Quân đoàn sau đó được phái đến Hạ Moesia và ở vùng đất này, họ đã bị tiêu diệt hoàn toàn tại Tropaeum Traiani bởi một đội quân liên minh của người Dacia và người Rhoxolani trong năm 92.